# SC Gladenbach
Der SC 1919 Gladenbach e.V. ist ein deutscher Fußballverein mit Sitz in der Stadt Gladenbach im Hessischen Hinterland. Größter Erfolg des Vereins war die Teilnahme am DFB-Pokal 1977/78.

## Geschichte

### Gründung bis Zweiter Weltkrieg
Der Verein wurde am 31. Mai 1919 ursprünglich als Wanderclub „Schwalbenflug“ gegründet. Dieser gliederte sich auch schnell eine Fußball-Abteilung an, welche am 9. August 1920 auch ihr erstes Spiel bestritt. Dabei gelang ein 2:0-Sieg über eine Mannschaft aus Sinkershausen. In den folgenden Jahren spielte der Verein relativ erfolgreich in der Meisterschaft des Sportkreises Marburg mit. Nach der Machtergreifung der Nationalsozialisten wurde der Verein dann mit dem lokalen Turnverein zusammengelegt, woraus der heutige Gladenbacher SC entstand. Nach dem Ausbruch des Zweiten Weltkriegs, konnte der Spielbetrieb der Fußballer dann erst einmal nicht fortgeführt werden.

### Nachkriegszeit
Nach dem Ende des Krieges konnte wieder eine Mannschaft aufgestellt werden und es gelang 1951 in die Bezirksklasse Marburg-Gießen aufzusteigen. Aus dieser wurde dann 1953 die Bezirksklasse Marburg. Dort konnte sich die Mannschaft über acht Jahre lang halten, bis man in die A-Klasse absteigen musste, dort gelang 1963 aber auch der sofortige Wiederaufstieg in die Bezirksklasse. Ab 1977 fing die Blütezeit der Mannschaft mit dem Aufstieg in die Gruppenliga an. Nach dem Gewinn des Kreispokal wurde man Hessenpokal-Vize und durfte daraufhin am DFB-Pokal 1977/78 teilnehmen. In der ersten Runde traf man dort am 30. Juli 1977 auf den SSV Elspe, welchen man mit 2:1 besiegen konnte. Der Gegner in der zweiten Runde hieß SV Sandhausen, gegen welchem man dann schließlich mit 1:5 unterlag. Aus der Gruppenliga wurde dann später die Landesliga, welcher die Mannschaft auch noch bis 1986 angehörte. Danach folgte ein rapider Abfall der Klassenzugehörigkeit, welcher erst in der Kreisklasse enden sollte. Mit einer kompletten Kehrtwende, gelang es danach aber bis 1994 wieder in die Landesliga zurückzukehren.

### Heutige Zeit
In der Saison 2004/05 befand sich der Verein wieder in der Kreisliga A Biedenkopf und platzierte sich mit 58 Punkten auf dem sechsten Platz der Tabelle. Die Folgesaison konnte dann mit 84 Punkten souverän als Meister abgeschlossen werden. In der Bezirksliga angekommen gelang danach mit 66 Punkten erneut eine Meisterschaft. Die Saison 2007/08 in der Gruppenliga Gießen/Marburg ging jedoch komplett nach hinten los, was den direkten Wiederabstieg mit lediglich 14 gesammelten Punkten bedeutete. Aus der Bezirksliga wurde dann die Kreisoberliga, dort konnte man sich im Anschluss über ein paar Spielzeiten noch halten. Musste nach der Saison 2011/12 mit 33 Punkten über den 16. Platz aber ein weiteres Mal absteigen. Mit dem Meistertitel in der Kreisliga A gelang jedoch sofort die direkte Wiederkehr in die höhere Spielklasse. Somit spielt die Mannschaft bis heute wieder in der Kreisoberliga Marburg.